# ستيفن سترينج (عالم مارفل السينمائي)
دكتور ستيفن فنسنت سترينج هو بطل خارق يُجسّده بنديكت كامبرباتش في عالم مارفل السينمائي (MCU)، وهو مستند إلى شخصية تحمل الاسم نفسه من قصص مارفل المصورة، وغالبًا ما يُشار إليه بلقبه الأكاديمي. في البداية، يُصوَّر سترينج كجرّاح أعصاب ذكي ومتغطرس يتعرّض لحادث سيارة يُنهي مسيرته المهنية. خلال سعيه لإصلاح يديه المصابتين، يكتشف فنون السحر في معبد كامارتاج، ويصبح "سيّد الفنون الصوفية"، ويستخدم قواه المكتسبة حديثًا لحماية الأرض من تهديدات متعددة.
يتحالف سترينج مع المنتقمين وحراس المجرة لمواجهة ثانوس، ويسمح لثانوس بإحداث "الطَمْس" (Blip)، وكان من بين ضحاياه، وذلك لضمان النصر النهائي بعد خمس سنوات عند عودتهم إلى الحياة. بعد عودته، يظلّ سترينج الحارس المكلَّف بمقر نيويورك المقدّس، لكنّه يكتشف أن وونغ قد أصبح الساحر الأعلى، وهو المنصب الذي كان سترينج على وشك وراثته من "ذا اينتشنت ون" قبل أن يُطمس. لاحقًا، يواجه سترينج عدة مشاكل ناتجة عن تعدد الأكوان الذي أُنشئ حديثًا، بما في ذلك شرخ بين الواقعين سبّبه فشل محاولة لمحو ذاكرة الجميع بشأن الهوية السرية لبيتر باركر (سبايدرمان)، والتي تسبّب بها ميستيريو؛ إضافة إلى واندا ماكسيموف الفاسدة تحت تأثير كتاب "داركهولد"، والتي يجب عليه إيقافها عن الاستيلاء على قدرة أمريكا تشافيز في التنقّل بين الأكوان المتعددة لتحقيق أهدافها الخاصة.
يُعتبر سترينج من الشخصيات المحورية في عالم مارفل السينمائي، وقد ظهر في ستة أفلام حتى عام 2024. نال كامبرباتش إشادة نقدية واسعة لأدائه في دور سترينج، وتلقى عدة ترشيحات لجوائز، بما في ذلك ترشيحات لجائزة اختيار النقاد في عامي 2016 و2023. تظهر نسخ بديلة من سترينج من الأكوان المتعددة في سلسلة الرسوم المتحركة ماذا لو...؟ (2021، 2023) وفي فيلم "دكتور سترينج في جنون الكون المتعدد" (2022). ومن أبرز تلك النسخ "دكتور سترينج المتفوّق" (Doctor Strange Supreme)، الذي دمّر كونه عن غير قصد أثناء محاولته إحياء نسخته من كريستين بالمر، ثم يُشارك لاحقًا في تأسيس "حرّاس الأكوان المتعددة" مع "المراقب" (The Watcher) لهزيمة نسخة بديلة من ألترون.
من المُقرر أن يعود كامبرباتش لتجسيد الشخصية في فيلم المنتقمون: يوم القيامة (2026) وفيلم المنتقمون: الحروب السرية (2027).